# Castellar de Nuch
Castellar de Nuch (en catalán: Castellar de n'Hug) es un municipio de la comarca del Bergadá, situado en el extremo septentrional de la provincia de Barcelona, comunidad autónoma de Cataluña, España.
En este municipio se encuentra el nacimiento del río Llobregat. 
En el paraje conocido como Clot del Moro se encuentra el Museo del Transporte de Cataluña y el museo de la Antigua fábrica de Cemento Asland, un bello ejemplo de arquitectura modernista que un día fue la primera fábrica de cemento de la región.
En Castellar de Nuch hay un Concurso Internacional de Perros Pastores que se celebra el último domingo de agosto.

## Demografía
Castellar de Nuch cuenta con una población de 164 habitantes (INE 2024).
| Gráfica de evolución demográfica de Castellar de Nuch entre 1842 y 2021 |
| |
| Población de derecho según los censos de población del INE. Población de hecho según los censos de población del INE.En estos censos se denominaba Castellar de Nuch: 1842, 1857, 1860, 1877, 1887, 1897, 1900, 1910, 1920, 1930, 1940, 1950, 1960, 1970 y 1981. Entre el censo de 1857 y el anterior, crece el término del municipio porque incorpora a San Vicente de Rus. |

| 573                        | 616 | 415 | 197 | 157 | 176 | 162 | 172 | 170 | 191 |
| (Fuente: [cita requerida]) |     |     |     |     |     |     |     |     |     |

## Lugares de interés
- Fuentes del Llobregat

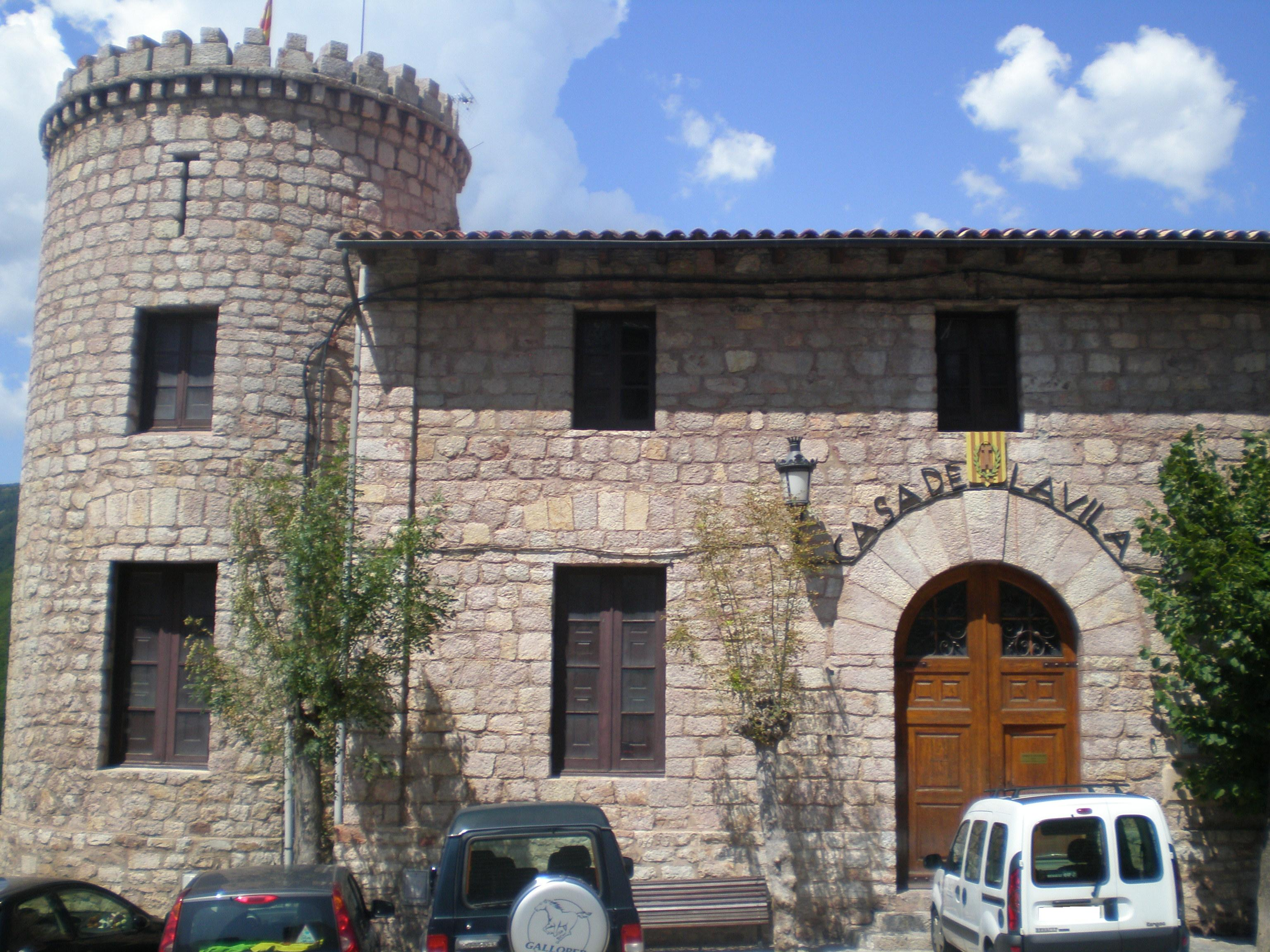
El Ayuntamiento en 2009.

- Iglesia de Santa María de Castellar de Nuch
- Iglesia de San Vicente de Rus
- Museo del Cemento Asland